# Jens-Andrees Bose

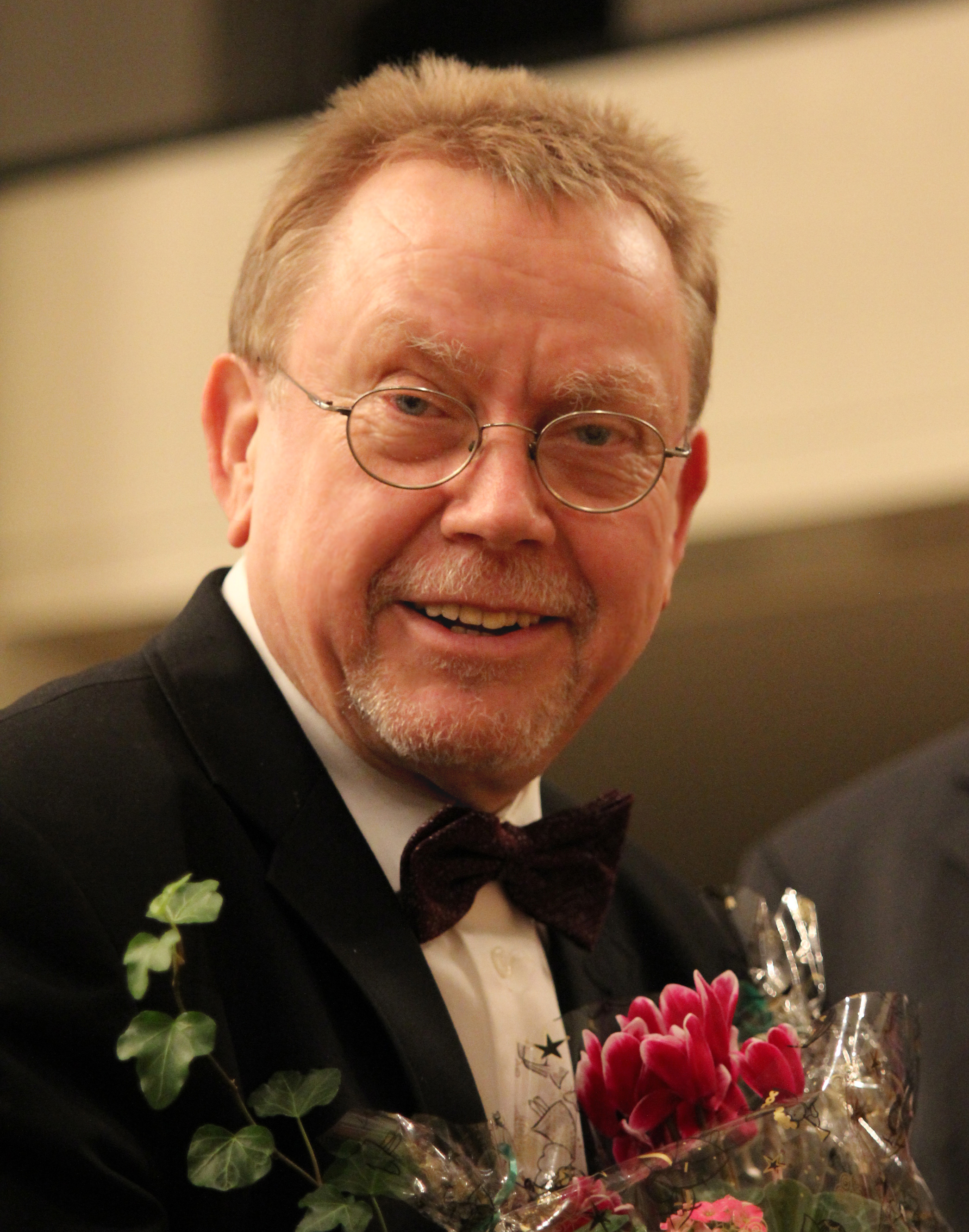
Jens-Andrees Bose nach einem Konzert des Spandauer Vokalensembles Berlin (2011)

Jens-Andrees Christian Bose (* 12. April 1944 in Stettin, Künstlername Jens-A. Bose) ist ein deutscher Musikpädagoge, Liedermacher und Chordirigent. Er lebt und arbeitet in Berlin.

## Leben und Ausbildung
Jens-Andrees Bose wurde als Sohn des Musikwissenschaftlers und Musikethnologen Fritz Bose und Lisbeth Bose, geb. Witzthum, in Stettin geboren. Nach Kriegsende verbrachte er den Großteil seiner Kindheit in Berlin, wo er ab 1950 die Waldgrundschule in Berlin-Charlottenburg besuchte. Im Alter von 9 Jahren begann Bose das Violinspiel zu erlernen, drei Jahre später zusätzlich Gitarre und ab 1959 Posaune.
Nach dem Umzug seiner Familie nach Berlin-Spandau besuchte Bose ab 1956 die Hans-Carossa-Oberschule, die er 1963 mit dem Abitur abschloss.
Anschließend studierte er an der Pädagogischen Hochschule in Berlin-Lankwitz Schulmusik und Philosophie mit dem Schwerpunkt Vergleichende Religionswissenschaften. 1966 legte Bose das 1. Staatsexamen ab. Seine Staatsexamensarbeit verfasste er über Spielleute im Mittelalter bei Gotthold Frotscher.
Von 1988 bis 1992 absolvierte Bose ein Aufbaustudium der Musikwissenschaft und Erziehungswissenschaft an der Technischen Universität Berlin, unter anderem bei Carl Dahlhaus.

## Auszeichnungen
Für seine Verdienste um die Kultur und Nachwuchsförderung wurde ihm 2012 die Ehrennadel des Bezirks Berlin-Spandau verliehen.

## Privates
Bose ist seit 1967 mit Cäcilia, geb. Zukier, verheiratet. Das Paar hat zwei Söhne.

## Musikpädagogische Arbeit
Nach dem Ablegen des 1. Staatsexamens trat Bose zum 1. Oktober 1966 eine Stelle als Grundschullehrer an der Grundschule im Beerwinkel in Berlin-Spandau an. Ab 1968 wurde Bose Dozent in der Lehrerfortbildung, wo er Lehrkräfte aller Klassenstufen in Musikdidaktik und Methodik sowie in schulpraktischem Gitarrenspiel ausbildete.
Ab 1976 wechselte Bose als Musiklehrer an die Martin-Buber-Oberschule, eine der ersten Gesamtschulen Deutschlands mit gymnasialer Oberstufe. Zusätzlich blieb er auf eigenen Wunsch weiterhin an der benachbarten Grundschule im Beerwinkel tätig und unterrichtete somit regelmäßig Schüler aller Klassenstufen von 1–13 in Musik.
1978 erfolgte Boses Ernennung zum Gesamtschulrektor, womit er die Leitung des Fachbereichs Musik sowie die Koordination der musischen Fächer an der Martin-Buber-Oberschule übernahm.
Im folgenden Jahr gestaltete er als Mitglied der Rahmenplankommission den Rahmenplan Musik für die Sekundarstufe I mit, der in weiten Zügen bis 2004 gültig war.
Von 1983 bis 2002 war Bose ständiges Mitglied der Prüfungskommission für das 1. Staatsexamen in Schulmusik und Musikdidaktik an der Hochschule der Künste Berlin (heute Universität der Künste).
1990 begann Bose außerdem seine Tätigkeit als Juryvorsitzender beim Wettbewerb Jugend Musiziert.

## Swinging Circle
Ab Mitte der 1960er Jahre war Bose als Posaunist in der Berliner Jazzszene aktiv. 1970 gründete er mit anderen Musikern die Jazzband Swinging Circle, in der er zunächst Posaune, später auch E-Bass und Violine spielte. Bis zur Auflösung der Band 1980 trat Bose mit Swinging Circle regelmäßig in den seinerzeit angesagten Berliner Jazzclubs auf, wie z. B. der Eierschale, dem Leierkasten oder dem Viktoriaeck.

## Chorarbeit
1980 gründete Bose den Spandauer Jugendchor, der sich zunächst aus Schülerinnen und Schülern der Martin-Buber-Oberschule sowie weiterer Spandauer Oberschulen rekrutierte. Intensive Stimmbildungsarbeit und breit gefächertes Repertoire verhalfen dem Chor rasch zu einigem lokalen Ansehen. Im Sommer 1983 nahm Bose mit dem Spandauer Jugendchor eine Langspielplatte mit dem Titel Kontraste auf, die vom Are Musikverlag produziert und vertrieben wurde.
Bose arbeitete kontinuierlich an Klangqualität und Repertoire, und der Chor errang bald den Ruf eines anspruchsvollen Laienchores. Beim Berliner Chorwettbewerb des Landesmusikrats 1984 gewann der Spandauer Jugendchor den 1. Preis in der Kategorie Jugendchöre und vertrat damit das Land Berlin beim Deutschen Chorwettbewerb 1985. Bose erhielt als Chorleiter den Förderpreis des Deutschen Musikrats.
Beim Berliner Chorwettbewerb 1989 gewann der Chor erneut den 1. Preis, diesmal in der Erwachsenenkategorie, und nahm als Vertreter Berlins im folgenden Jahr wiederum am Deutschen Chorwettbewerb teil, wo Bose als Chorleiter erneut mit dem Förderpreis des Deutschen Musikrats ausgezeichnet wurde. Aufgrund der geänderten Altersstruktur der Chormitglieder benannte sich der Chor 1990 in Spandauer Vokalensemble Berlin um.
1998 nahm Bose mit dem Spandauer Vokalensemble Berlin am internationalen Chorwettbewerb in Prag teil, wo er mit dem Ensemble den 1. Preis und das Goldene Band der Stadt Prag gewann sowie den Sonderpreis für die beste Interpretation eines zeitgenössischen Werkes.
Bose übt mit dem Chor eine regelmäßige Konzerttätigkeit in den Berliner und Brandenburger Konzertsälen und Kirchen aus. Seit den 1990er Jahren wird das Spandauer Vokalensemble regelmäßig zur Sonntagskonzertreihe des Berliner Sängerbundes in der Berliner Philharmonie eingeladen.
Als Stipendiat des Deutschen Musikrats bildete sich Bose bei zahlreichen prominenten Chorleitern weiter, u. a. bei Eric Ericson, Robert Sund (Stockholm), Kurt Suttner (Regensburg), Lazlo Heltay (London), und Helmut Rilling (Stuttgart).
Ein Schwerpunkt von Boses musikalischer Arbeit lag seit Beginn an auf der Entdeckung bzw. Wiederentdeckung von musikalischen Raritäten der A-cappella-Literatur, wie z. B. Antonio Salieris Missa Stylo A Cappella, Johann Georg Albrechtsbergers Missa in D, Franz Xaver Grubers Missa in Contrapuncto, sowie A Cappella-Werke von Fanny Hensel, Clara Schumann oder Friedrich Kiel. Einige dieser Werke wurden durch das Spandauer Vokalensemble Berlin zum ersten Mal auf Tonträger veröffentlicht, z. B. die Messen von Salieri und Gruber.

## Liedermachertätigkeit
Ab 1976 widmete sich Bose verstärkt der Komposition von Liedern und Chansons. Er vertonte Gedichte des Germanisten und Autors Bernd Granzin, der an der Martin-Buber-Oberschule Deutsch unterrichtete.

### Veröffentlichungen
1978 erschien mit Da nehm‘ ich die Gitarre das erste Liederbuch von Bose und Granzin im Verlag Voggenreiter & Strube. Die Lieder deckten ein weites inhaltliches und stilistisches Spektrum von Liebesballaden bis hin zu Kinderliedern ab, von denen viele von humanistischem und pazifistischem Gedankengut geprägt waren. Die erste Auflage war innerhalb weniger Monate vergriffen. Trotz anhaltend hoher Nachfrage lehnte der Verlag eine Neuauflage ab, was dazu führte, dass Fans in Deutschland verschiedentlich Raubkopien des Buches anfertigten.
Parallel dazu erschien eine im Voggenreiter-Studio Bonn produzierte Musikkassette mit Liedern des Buches, auf der Bose selbst singt und Gitarre spielt.
Ebenfalls 1978 veröffentlichte Bose „Musik machen“, einen kreativen Notenlehrgang für die Grundschule mit Lehrerbegleitheft. Das Buch wurde vom Strube Verlag München herausgegeben.
Währenddessen arbeitete Bose an der Vertonung weiterer Gedichte von Bernd Granzin, mit einem Schwerpunkt auf Kinderliedern. Der Pläne-Verlag veröffentlichte die Sammlung 1983 mit dem Titel Der Jodelfrosch. Kurz darauf erfolgte die Produktion einer Langspielplatte und Musikkassette mit 10 Kinderliedern des Buches, die beim Label Funkuchen veröffentlicht wurden. Die Aufnahmen fanden in Harris Johns’ Music Lab Studios statt unter Beteiligung von Musikern wie Hans Hartmann, Lydie Auvray und Andy Brauer. Die Cassette wurde mehrfach wiederaufgelegt, auch nachdem Pläne von Bertelsmann übernommen worden war. Zahlreiche Radiostationen in Deutschland und Österreich nahmen Lieder der Platte in ihr Programm auf. Die Deutsche Bahn hatte den Titelsong Der Jodelfrosch in den 1990er-Jahren in ihrem ICE-Bordmusikprogramm zu laufen.
Bose führte die Lieder außerdem vielfach bei Live-Auftritten in Deutschland auf, wobei ein Schwerpunkt auf dem Berliner Raum lag. Bei einigen Auftritten wurde er von Bernd Granzin begleitet, der dann das Liedprogramm mit Lesungen seiner Gedichte ergänzte.
Ab Mitte der 1990er Jahre verfasste Granzin nur noch sporadisch neue Gedichte, so dass die Zusammenarbeit quasi zum Erliegen kam, und damit auch Boses Liedermachertätigkeit.

## Musikförderung
Seit 2000 ist Bose Mitglied im künstlerischen Beirat von Klassik in Spandau, einer kleinen Konzertagentur, die sich ohne öffentliche Förderung als gemeinnütziger Verein um die Ausrichtung von hochrangigen und professionellen Konzerten klassischer Musik in Spandau kümmert. 2012 übernahm er den Vorsitz des künstlerischen Beirats, in der Nachfolge des Mitbegründers und langjährigen Leiters, Marek Bobéth, und betreut seitdem die Programmgestaltung, die Auswahl der Künstlerinnen und Künstler bzw. der Ensembles und der Veranstaltungsorte mit. Bose hat in Spandau unter anderem Konzerte mit Künstlern wie Ragna Schirmer, Wolfram Huschke, dem Calmus Ensemble Leipzig, den King’s Singers, den Berliner Cellharmonikern und der Kammerakademie Potsdam veranstaltet.

## Diskografie
- Da nehm’ ich die Gitarre, 17 neue Lieder für Gesang und Gitarre, Voggenreiter und Strube, 1978[10]
- Kontraste, Chor-Musik mit dem Spandauer Jugendchor, Are-Musik, 1983[11]
- Der Jodelfrosch, Lieder von Jens-A. Bose und Bernd Granzin für alle Kichererbsen, Tanzmäuse und Grübelspezies von 4 bis 40, Funkuchen, 1984[12]
- Spandauer Jugendchor live in St. Nikolai, Eigenverlag, 1989
- Deutsche Volkslieder live, Benefizkonzert des Spandauer Vokalensembles für Amnesty International, Eigenverlag, 2002
- Brahms und Clara Schumann, Deutsche Volkslieder und Weltliche A-cappella-Gesänge, Eigenverlag, 2002
- Warning To the Rich, Neue geistliche Chormusik von noch lebenden europäischen Komponisten, HOFA Media, 2004[13]
- Missa stylo a cappella: A-cappella Raritäten aus der Zeit um Mozart, HOFA Media, 2005[2]
- Klassik in Spandau – festliches Weihnachtskonzert / Potsdamer Turmbläser, Spandauer Vokalensemble Berlin, Christian Feldgen Music, 2006[14]
- Franz Xaver Gruber: Missa in contrapuncto und andere weihnachtliche Raritäten der Romantik, HOFA Media, 2014
- Deutsche Volkslieder in Bearbeitungen von Johannes Brahms, Max Reger, Jens-A. Bose, Friedrich Silcher, Werner Jung-Faber, u. a. HOFA Media, 2017